# 遠藤一平
遠藤 一平（えんどう いっぺい、1974年9月6日 - ）は、日本の映画監督。東京都中野区出身。日本映画監督協会会員。

## 来歴
小学3年生から8ミリフィルムで短編作品を作り始める。高校時代から本格的に自主制作映画を手掛け、数々の学生映画祭に入選、受賞する。
19歳の時単身ニューヨークへ渡り遊学。帰国後、玉川大学芸術学科芸術表現コースで絵画と舞台制作を学ぶ。
1997年、東京映像芸術学院入学。
1995年から1999年まで、舞台演出、ファッションショー、絵画展、写真展、映画制作、自主上映など多岐に渡り活動。
原将人監督の『20世紀ノスタルジア』などに参加。
相米慎二監督追悼公演「東京上空いらっしゃいませ」をプロデュース。
野村萬斎による「森羅万象」狂言会 ぼくらはみんな生きているの舞台効果映像を演出。
2002年、短編ドラマ『東京ノイズ』を1クール演出。スカパーで放送。
2009年、映画「DT」新人スタッフ育成企画としてスタート
2010年 人生初の撮影2日前に脚本を見せられて急遽撮ることになった映画「彩愛」（主演 井上うらら 金子賢）を手掛ける
2011年 築地本願寺にてうたまいピンクリボン祭 遊人存の映像演出（出演 水野美紀 島田陽子）を手掛ける
学生時代から多数の映像作品を制作
クラブイベントを主催しながら多数作品の上映を都内のクラブで展開。

## 監督作品
2000年
- 『ヒトミゴクウ』(未完作品)

原史奈 津田寛治 池田昌子 かとうれいこ 村上淳 三田真央
2001年
- 『ニルアドミラリ』

樹かず 津田寛治 佐藤美樹 村上淳
2003年
- 『記憶の庭』

浅川稚広 林修司 街田しおん 高原知秀 西田聖志郎
2004年
- 『海馬の森』※「記憶の庭」の長編リメイク。

2005年
- トワイライトファイルシリーズ『幻』

ゆうばり国際ファンタスティック映画祭招待作品
森下千里 友井雄介 遠藤憲一 車 だん吉 中康次
製作MIRAI PICTURES JAPAN
2006年
- 『忍 エボリューション』

西野翔 松田一輝 中康次
- 『HEART BEAT FREAKS』

森下悠里 松嶋初音 岡田ひかり 玲奈 長澤奈央  松田一輝 渋江譲二 中康次
2007年
- 『約束の地に咲く花』

製作MIRAI PICTURES JAPAN
- 『ハケンジコウ』

大西結花 中康次 高原知秀 安藤彰則 あんじ 石井明日香 小阪由佳 松嶋初音 谷川昭一郎 岡村洋一 ダイアモンド☆ユカイ
- 『姦C（カシマシイ） THE 映画』

伊藤陽佑 林剛史 冨田翔 松田一輝 佐野大樹 望月麻衣 渋江譲二 星瑶子 太田緑ロランス 増田俊樹 仲谷かおり 神楽坂恵
2009年
- 『DT』脚本・編集（公開未定）

高山猛久 高原知秀 石井めぐる あんじ 中康次 街田しおん 津田寛治 いしだ壱成
2010年
- （TV作品）歌セラ（第3回「避難カラオケ」、第8回「BleeeeN」 、第9回「唄を忘れたカナリア」、第11回「盛り下げる男」）

さくら 辰巳奈都子 磁石 折山みゆ 江戸むらさき   西田麻衣 白鳥久美子 ユージ 替地桃子 鈴木あきえ 田中涼子 白石隼也 金山一彦
2011年
- 『彩愛 -saiai-』（2012年1月公開）

井上うらら、金子賢、平山藍里、小出真衣、中村優、浦えりか、多田あさみ、北芝健
2012年
- 『アスペルガーレイヴ』（公開未定）三田真央 屋敷紘子 高原知秀 舩木壱輝

2014年
- 『プラシーボ』辻元舞 原雅 渋江譲二 渡辺奈緒子 舩木壱輝 ダンカン 高野人母美 間宮夕貴 いしだ壱成 朝丘雪路
- ショートフィルム（自主制作）「Time to say goodbye」櫻井裕也 松島富士雄 高橋紀成 本宮泰風 武蔵拳 庄司哲郎

2017年『観測者効果』高嶋香帆 藤田富 鈴木つく詩 竹崎綾華 井上奈々 吉沢明歩 RION 小南光司 秋山莉奈 速水けんたろう
2021年
『ひとつの空』 池上紗理依 川本淳市  白本彩奈  秋山真太郎(劇団EXSILE) 宮内洋
三木崇史
加藤雅也  藤岡弘、